# Libertinismus
Der Begriff Libertinismus (von lat. libertinus, der Freigelassene) bezeichnet ein Abweichen von anerkannter Lehre oder Moral. In der Geschichte gab es mehrere Bewegungen so genannter Libertiner, etwa in der Reformationszeit. Auch das im Neuen Testament erkennbare (und abgelehnte) Verständnis der in Jesus Christus gewonnenen Freiheit im Sinne einer Entbindung von aller Norm wird in der heutigen Theologie als Libertinismus bezeichnet. Das umgekehrte Extrem ist der Asketismus.

## Begriffsherkunft
Der Begriff Libertinismus ist vom lateinischen Wort „libertinus“ [= der Freigelassene] abgeleitet. Diese rechtliche Konnotation des Begriffs wandelte sich zu einer philosophischen Haltung. Eine erste bedeutsame Erwähnung des Libertinismus findet sich in den Schriften Johannes Calvins. Dieser schrieb über die Sekte der Libertinen, denen er die Abwendung von religiösen Normen und die Verlockung zu fleischlichen Lüsten vorwarf.
Ein Anhänger des Libertinismus, der sogenannte Libertin, wird als eine Person definiert, die sich nicht von den Gesetzen oder Moralvorstellungen der Gesellschaft zurückhalten lässt. Besondere Relevanz erfuhr das Konzept während des Zeitalters des Absolutismus. Die Ablehnung des Wertesystems, welches zum Erhalt der absolutistischen Herrschaft zwingend notwendig war, verlieh dem Libertinismus einen bedrohlichen Charakter. In der Folgezeit entwickelte sich die libertine Literatur.

## Einzelbelege
1. ↑  So Werner Foerster: Neutestamentliche Zeitgeschichte. Hamburg 1968, einbändige Ausgabe, S. 299.
2. ↑  Olivier Blanc: Spiel und Guillotine. Libertin Frauengestalten im 18. Jahrhundert. Zürich 1998, S. 7.
3. ↑  Gerhard Schneider: Der Libertin. Zur Geistes- und Sozialgeschichte des Bürgertums im 16. und 17. Jahrhundert. Stuttgart 1970, S. 55.
4. ↑  Hans Heinrich: Zur Geschichte des Libertin in der englischen Literatur. Verführer auf der Insel. Heidelberg 1999, S. 2.
5. ↑  Dieter Hoffmann: Die Figur des Libertin. Überlegungen zu einer politischen Lektüre de Sades. Frankfurt am Main / New York 1984, S. 48.